# تشيما دي بري
تشيما دي بري (بالإنجليزية: Cima di Bri)‏ هو أحد جبال سلسلة جبال الألب ليبونتيني ويقع في كانتون تيسينو في سويسرا. يحتل المرتبة رقم 319 في قائمة جبال سويسرا من حيث الارتفاع، إذ يبلغ ارتفاعه حوالي 2520 متر، بينما يبلغ ارتفاع نتوء الجبل 313 متر.